# Кудако
Кудако — река в России, протекает в Краснодарском крае. Устье реки находится в Варнавинском сбросном канале. Длина реки — 34 км, площадь водосборного бассейна — 121 км². У Кудако есть правый приток — река Русская длиной почти в 10 км.
Название происходит от адыг. Кудэкьо (адыг. кудэ — «нефть» и адыг. къо — «долина»).

## Данные водного реестра
По данным государственного водного реестра России относится к Кубанскому бассейновому округу, водохозяйственный участок реки — Варнавинский Сбросной канал. Речной бассейн реки — Кубань.
Код объекта в государственном водном реестре — 06020002012108100006122.

## Добыча полезных ископаемых
Летом 1880 г. на нефтяных промыслах в районе станицы Крымской, у реки Кудако побывал Дмитрий Иванович Менделеев. В архивах хранится его письмо наказному атаману Кубанского казачьего войска, где Менделеев писал: «… нефти в этих местах нужно ждать много.»
В 1864 году Ардалион Новосильцев взял на откуп сроком на 8 лет нефтяные источники в долине реки Кудако и начал бурение первых в России нефтяных скважин. В селе Киевском, в долине реки Кудако, отставной инженер-полковник А. Н. Новосильцевым в 1864 году пробурил первую в России нефтяную скважину.
3 февраля 1866 года, было закончено бурение скважины № 1 на Кудакинском промысле и из неё забил фонтан нефти.
Уполномоченный Новосильцева — Владимир Петерс — сообщил командиру Адагумского полка: «Уведомляю, что в последнюю поездку мою в урочище Кудако после неимоверных усилий 3-го февраля пробит, был камень, и с необыкновенным шумом открылась струя чистой нефти, дающая без помощи локомобиля и пособий рабочих, посредством одних труб от 1500 до 2000 ведер каждые 24 часа. Ардалион Николаевич Новосильцев побудил нефтепромышленников отказаться от сооружения нефтяных колодцев и перейти на разработку».
В 1937 году на окраине села Киевского на берегу реки Кудако в честь первой нефтяной скважины России нефтяники соорудили памятник, известный под названием «Бабушка-вышка».